# 卡里奧卡體育館2
卡里奧卡體育館2（葡萄牙語：Arena Carioca 2）是一座位於巴西里約熱內盧西區巴拉達蒂茹卡的室內體育館。2016年夏季奧林匹克運動會柔道比賽、2016年夏季奧林匹克運動會角力比賽和2016年夏季帕拉林匹克運動會硬地滾球比賽都將於此舉行。卡里奧卡體育館2與其它座落於巴拉奧林匹克公園的場館將在奧運後轉變成奧運訓練中心的一部分。